# Sérigny (Vienne)
Sérigny è un comune francese di 293 abitanti situato nel dipartimento della Vienne nella regione della Nuova Aquitania.

## Società

### Evoluzione demografica
Abitanti censiti